# São Miguel do Tapuio
São Miguel do Tapuio este un oraș în Piauí (PI), Brazilia.